# Stadtkirche Walsrode

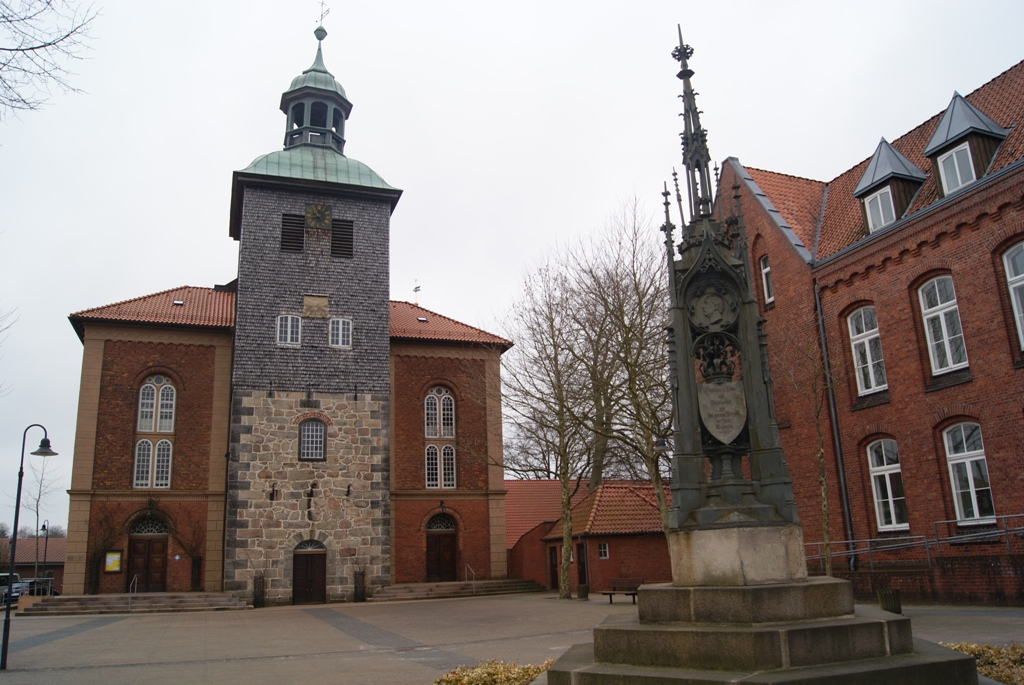
Stadtkirche in Walsrode und das Denkmal auf dem Vorplatz

Die Stadtkirche Walsrode mit dem Patrozinium „St. Johannes der Täufer“ ist eine Evangelisch-lutherische Kirche in Walsrode.

## Geschichte
Die St.-Johannis-der-Täufer-Kirche ist ein großes helles Gotteshaus im klassizistischen Stil, das in den Jahren 1848–50 durch den Konsistorialbaumeister Ludwig Hellner errichtet wurde und fast unverändert bis heute erhalten ist.
Es gab mindestens drei Vorgängerkirchen, diese wurden im 10., 12. und 15. Jahrhundert erbaut. Älter als das Kirchenschiff sind der Turm (1786) und die Marienglocke (1437).
Wand an Wand steht südlich die kleinere Klosterkirche. Beide Kirchengebäude sind durch eine Tür und einige Fenster miteinander verbunden.
Einzelne Gebäudeteile und Kunstgegenstände sind aus den Vorgängerkirchen erhalten und damit älter als die jetzige Kirche.

## Ausstattung

### Kirchenhauptschiff

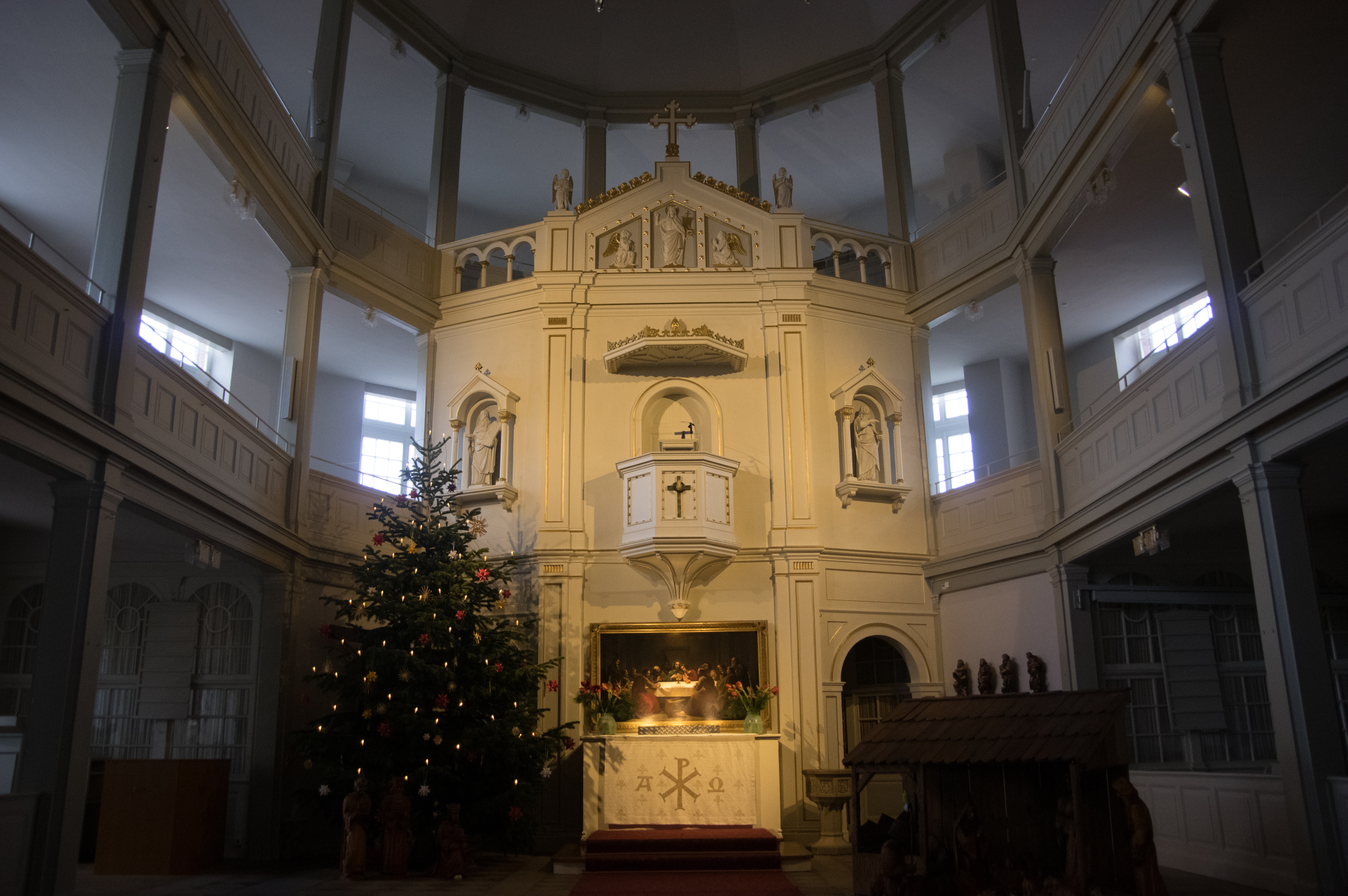
Blick auf den Altar

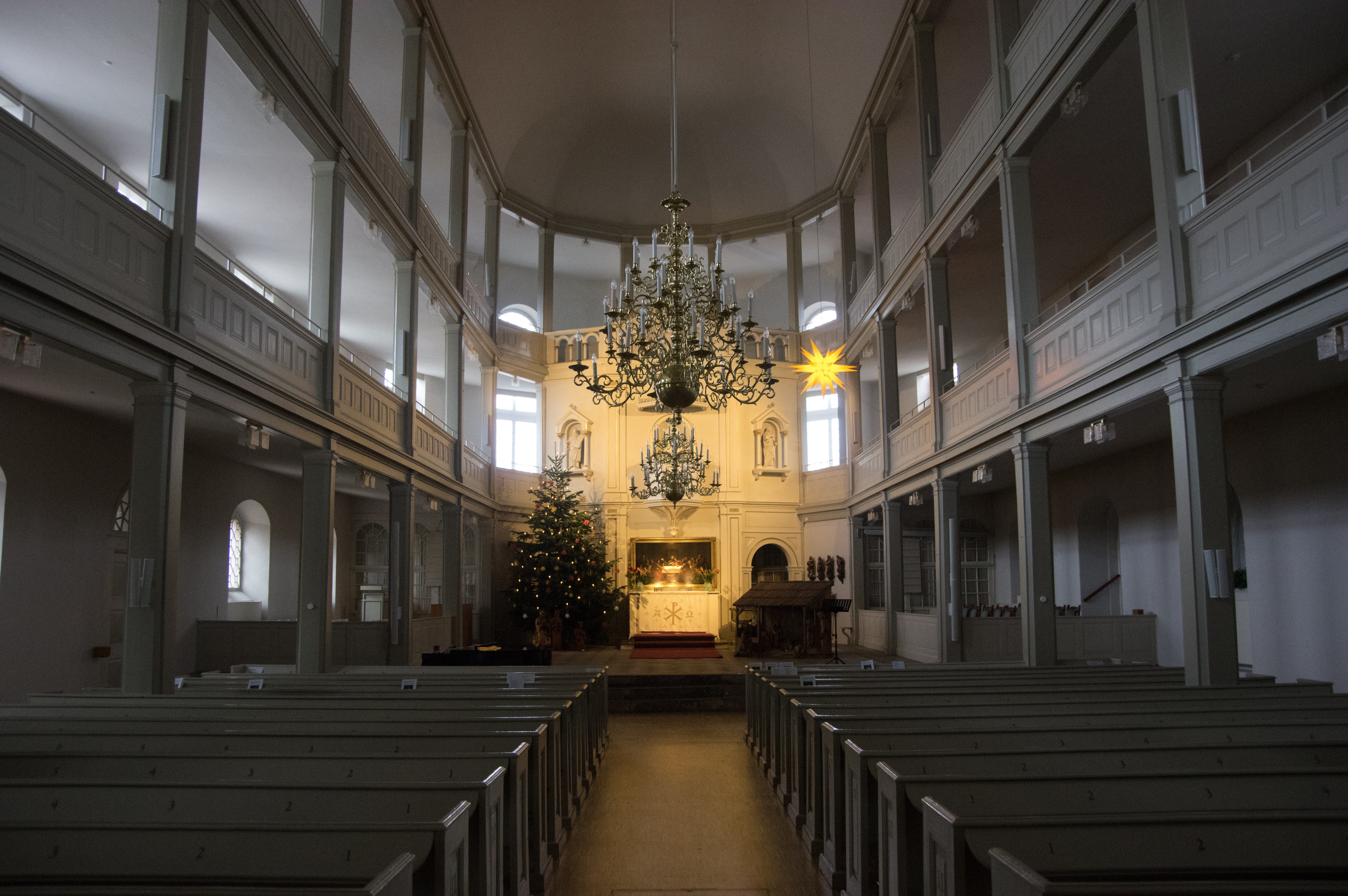
Innenraum

Im Altarraum finden sich das Walsroder Kruzifix, entstanden um 1500 aus der Schule des Holzschnitzers Hans Brüggemann und Holzskulpturen der vier Evangelisten, die vermutlich von Cord Hinrich Bartelt, Celle, um 1702 geschaffen wurden. Im Altarraum wird auch die Kurfürstenbibel (von 1768) gezeigt. Sie stammt vom Buchbindermeister Georg Heinrich Wächter aus Hannover, der sie als sein Meisterstück neu einband, und sie anlässlich seiner Hochzeit 1843 mit Johanna Marie Luise Meyer in Walsrode der Gemeinde schenkte.
An der Wand zum Turm befinden sich die Epitaphe von Gabriel Meyer und Rudophus Lodemann. Gabriel Meyer wurde 1608 in Walsrode geboren. Er übernahm 1640 das Pastorenamt in Walsrode und verstarb 1679. Er war der Nachfolger der drei Pastoren aus der Kelp-Familie. 
Der Superintendent Rudolphus Lodemann wurde 1639 in Celle geboren. Er kam 1680 als Nachfolger von Gabriel Meyer nach Walsrode und verstarb 1714. Durch seine Aufzeichnungen ist manches über die Walsroder Kirchengemeinde bekannt.

### Meyer-Orgel

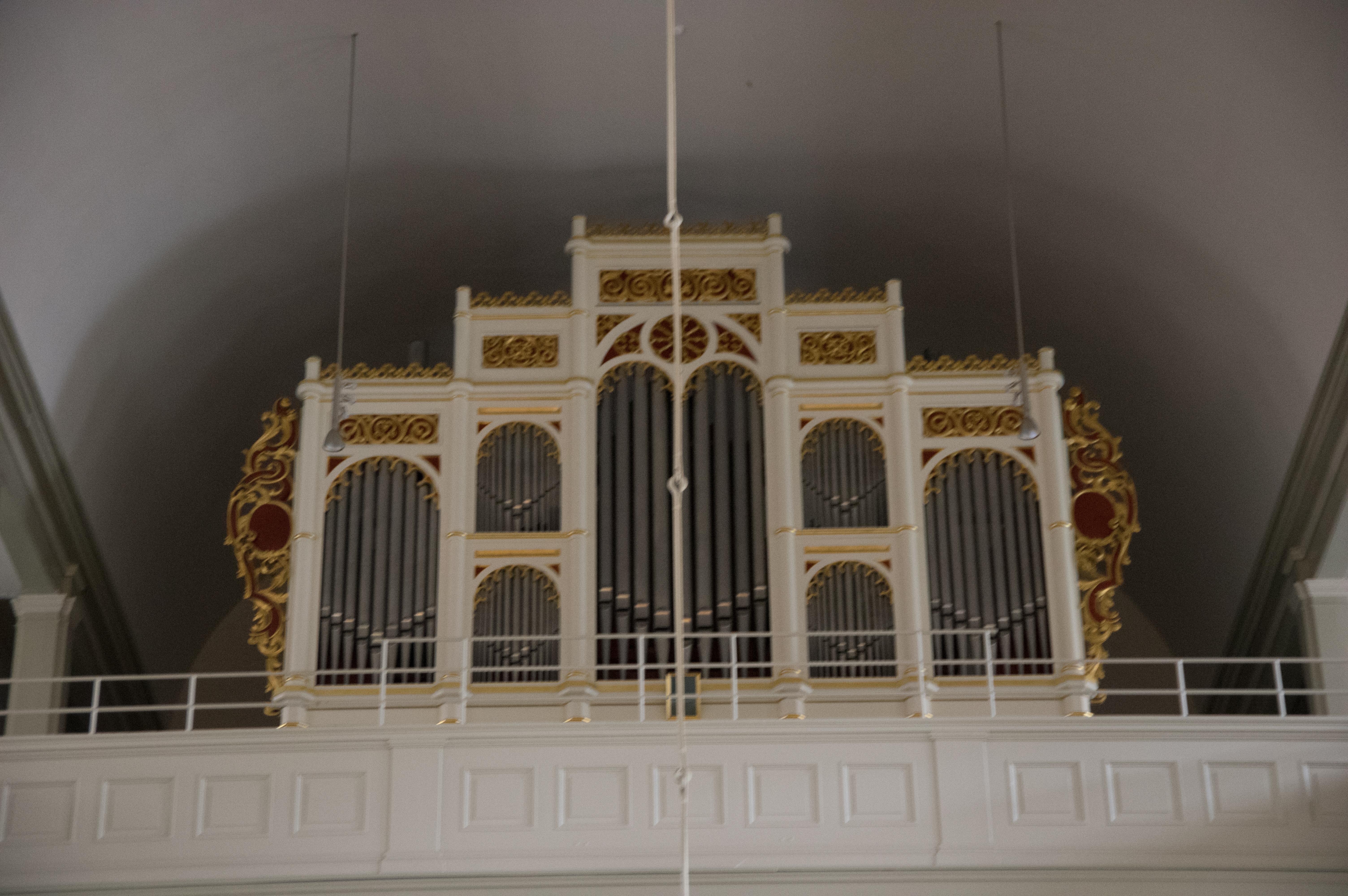
Denkmalsorgel von Eduard Meyer

In der Walsroder Stadtkirche wurde 1849 eine zweimanualige Orgel durch Eduard Meyer aus Hannover errichtet. Nach kleineren Veränderungen befindet sich das Instrument seit 1974 wieder in seiner ursprünglichen Gestalt und ist damit als größte erhaltene Meyer-Orgel von überregionaler Bedeutung.
Im Jahr 2004 wurde das Werk von dem Orgelbauunternehmen Gebrüder Hillebrand restauriert und besonders in technischer Hinsicht wieder in einen guten Zustand gebracht. Dabei wurden ein Cornett im Sinne Meyers auf einem ursprünglich freien Platz sowie eine Pedalkoppel und ein Tremulant neu eingebaut. Das für seine Zeit eher konservativ disponierte Instrument eignet sich zur lebendigen Wiedergabe eines breiten Spektrums der Orgelliteratur.
| I Hauptwerk C,D–f3 |                        |       |     |
| 01.                | Principal (Prospekt) 0 | 08’ 0 | (n) |
| 02.                | Principal (ab c0)      | 16’   |     |
| 03.                | Bourdon                | 16’   |     |
| 04.                | Quintatön              | 08’   |     |
| 05.                | Rohrflöte              | 08’   |     |
| 06.                | Octave                 | 04’   |     |
| 07.                | Gemshorn               | 04’   |     |
| 08.                | Quinte                 | 03’   |     |
| 09.                | Octave                 | 02’   |     |
| 10.                | Mixtur IV              | 02’   |     |
| 11.                | Trompete               | 08’   | (n) |

| II. Manualwerk C,D–f3 |                      |          |     |
| 12.                   | Principal (Prospekt) | 08’      | (n) |
| 13.                   | Hohlflöte            | 08’      |     |
| 14.                   | Gambe                | 08’      |     |
| 15.                   | Gedact               | 08’      |     |
| 16.                   | Octave               | 04’      |     |
| 17.                   | Spitzflöte           | 04’      |     |
| 18.                   | Waldflöte            | 02’      |     |
| 19.                   | Cornett II-IV        | 02 ⁄3’ 0 | (n) |

| Pedalwerk C–f1 |             |       |     |
| 20.            | Violon      | 16’   |     |
| 21.            | Subbass     | 16’   |     |
| 22.            | Octavbass 0 | 08’   |     |
| 23.            | Bourdon     | 08’   |     |
| 24.            | Octavbass   | 04’   |     |
| 25.            | Posaune     | 16’ 0 | (n) |
| 26.            | Trompete    | 08’   | (n) |

- Koppeln: II/I, I/P
- Tremulant
- Anmerkungen

(n) = nachträgliches Register
1. 1 2 3 4 5 6  Holz.
2. ↑  trichterförmig.
3. ↑  Holz/Metall.
4. ↑  Holzbecher.

### Glocken

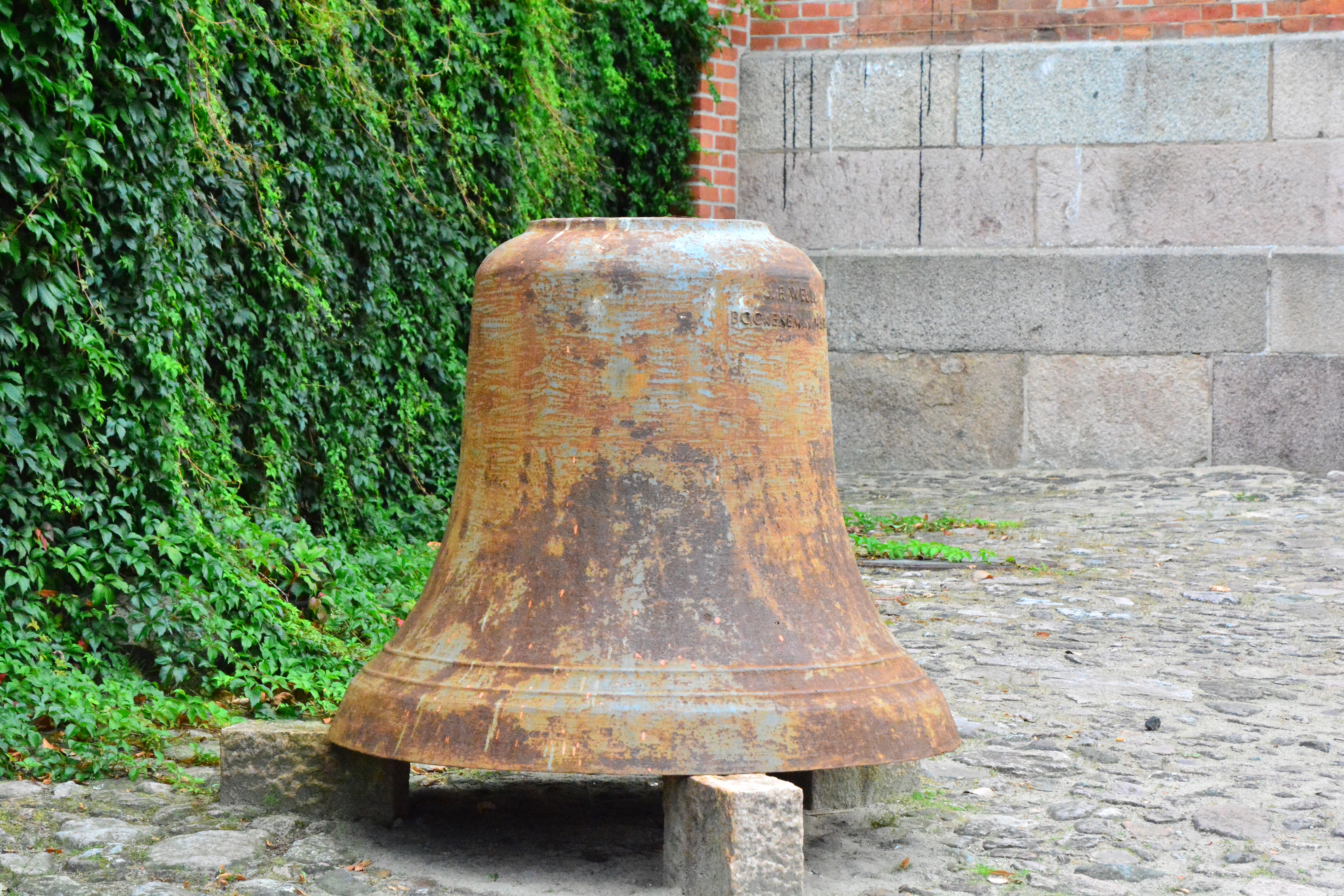
Eisenglocke der Stadtkirche Walsrode von 1947–2012

Die älteste Glocke, die Maria, stammt von 1437. Die zweite Glocke wurde 1942 zu Kriegszwecken eingeschmolzen. Schon 1947 erhielt die Kirche eine neue Glocke, allerdings nicht aus Bronze, sondern aus Eisen. Diese Glocke war Ende des 20. Jahrhunderts abgängig und drohte herunterzufallen. Daraufhin wurde vom Kirchenvorstand mithilfe vieler Spender bei der Glockengießerei Bachert in Karlsruhe eine neue Glocke in Auftrag gegeben.
Ihre Inschrift lautet:

„Gott, schenk uns Zeit aus deiner Ewigkeit – Zeit zum Glauben, Zeit zum Hoffen, Zeit zum Lieben.“

Vor dem 1. Advent 2012 wurde die rostige Eisenglocke abgenommen, sie steht nun hinter der Kirche. Auch die rostigen Turmschlagglocken aus der Laterne wurden abgenommen. Die neue Glocke wurde geschmückt und einmal durch die Innenstadt gefahren, danach in den Turm gebracht.
Dank einiger großzügiger Spender konnten 2013 auch zwei neue bronzene Turmschlagglocken gegossen und in die Laterne aufgezogen werden.